# Mimetus yinae
Espèce
Mimetus yinae est une espèce d'araignées aranéomorphes de la famille des Mimetidae.

## Distribution
Cette espèce est endémique du Guizhou en Chine,. Elle se rencontre dans les xians de Jiangkou et de Shibing.

## Description
Le mâle holotype mesure 4,68 mm et la femelle paratype 5,33 mm.

## Étymologie
Cette espèce est nommée en l'honneur de Chang-min Yin.

## Publication originale
- Gan, Mi, Irfan, Peng, Ran & Zhan, 2019 : Three new species of the genus Mimetus Hentz, 1832 (Araneae: Mimetidae) from Yunnan-Guizhou Plateau of China. European Journal of Taxonomy, no 525, p. 1-13 (texte intégral).